# WPBSA Minor Tour 1995 – Event 3
Das dritte Event der WPBSA Minor Tour 1994/95 wurde im März 1995 im Rahmen der Saison 1994/95 als professionelles Snookerturnier ohne Einfluss auf die Snookerweltrangliste (Non-ranking-Turnier) im Sheraton Hotel in München ausgetragen. Sieger wurde der Schotte John Lardner, der im Finale den Engländer Eddie Manning besiegte. Wer das höchste Break spielte, ist unbekannt.

## Preisgeld
Soweit bekannt wurde ein Preisgeld von 6.500 Pfund Sterling ausgeschüttet, wobei 4.000 £ an den Sieger und 2.500 £ an den unterlegenen Finalisten gingen.

## Turnierverlauf
Am Viertelfinale des Turniers nahmen sieben britische Profispieler und der belgische Amateur Danny Lathouwers teil. Eventuell fand zuvor eine Qualifikation statt (wie bei allen anderen Events der WPBSA Minor Tour), deren Ergebnisse sind aber, sollte sie überhaupt stattgefunden haben, unbekannt. Ab dem Viertelfinale wurde im K.-o.-System der Sieger ausgespielt. Viertel- und Halbfinale fanden im Modus Best of 7 Frames statt, das Finale im Modus Best of 9 Frames.
Der belgische Amateur Danny Lathouwers erwischte mit Spitzenspieler Ken Doherty ein schweres Los. Seine 1:4-Niederlage gegen den Iren war auch die höchste Niederlage der Runde. Mit Mike Hallett schied ein ehemaliger Spieler der Weltspitze bereits in der Runde der letzten 8 aus, er musste sich Eddie Manning geschlagen geben. Während sich Manning anschließend knapp gegen Stefan Mazrocis durchsetzen konnte und somit das Finale erreichte, unterlag Doherty im Halbfinale überraschend dem Schotten John Lardner. Lardner war es schließlich auch, der das Endspiel gewann.

|  | Viertelfinale Best of 7 Frames | Viertelfinale Best of 7 Frames |               |   | Halbfinale Best of 7 Frames | Halbfinale Best of 7 Frames |  |  | Finale Best of 9 Frames | Finale Best of 9 Frames |
|  |                                |                                |               |   |                             |                             |  |  |                         |                         |
|  | John Lardner                   | 4                              |               |   |                             |                             |  |  |                         |                         |
|  | Mark Flowerdew                 | 2                              |               |   |                             |                             |  |  |                         |                         |
|  | Mark Flowerdew                 | 2                              | John Lardner  | 4 |                             |                             |  |  |                         |                         |
|  |                                |                                | John Lardner  | 4 |                             |                             |  |  |                         |                         |
|  |                                | Ken Doherty                    | 2             |   |                             |                             |  |  |                         |                         |
|  | Ken Doherty                    | Ken Doherty                    | 2             | 4 |                             |                             |  |  |                         |                         |
|  | Ken Doherty                    |                                |               | 4 |                             |                             |  |  |                         |                         |
|  | Danny Lathouwers               | 1                              |               |   |                             |                             |  |  |                         |                         |
|  |                                |                                | John Lardner  | 5 |                             |                             |  |  |                         |                         |
|  |                                | Eddie Manning                  | 2             |   |                             |                             |  |  |                         |                         |
|  | Eddie Manning                  | 4                              |               |   |                             |                             |  |  |                         |                         |
|  | Mike Hallett                   | 2                              |               |   |                             |                             |  |  |                         |                         |
|  | Mike Hallett                   | 2                              | Eddie Manning | 4 |                             |                             |  |  |                         |                         |
|  |                                |                                | Eddie Manning | 4 |                             |                             |  |  |                         |                         |
|  |                                | Stefan Mazrocis                | 3             |   |                             |                             |  |  |                         |                         |
|  | Stefan Mazrocis                | Stefan Mazrocis                | 3             | 4 |                             |                             |  |  |                         |                         |
|  | Stefan Mazrocis                |                                |               | 4 |                             |                             |  |  |                         |                         |
|  | Tony Chappel                   | 3                              |               |   |                             |                             |  |  |                         |                         |